# 合格確約問題
合格確約問題（ごうかくかくやくもんだい）とは、日本の高校受験において起きている問題であり、これは私立高校の中には受験者への合格を確約し、その生徒が受験をしたならば必ず合格にするという事柄である。この合格確約で問題となっているのは、確約をされていない生徒が受験をした場合には確約をされた生徒が受験をした場合よりも高得点を取っていたのに不合格となっていることから入試が不公平になっているというところである。
合格確約というのは様々な方法によって行われている事柄である。例えば中学校と高等学校が秘密の話し合いを行い、このことによって合格させる生徒を決めておくというものである。他には高等学校と学習塾の間で合格確約が行われていることもあり、この場合は高等学校の学習塾向けの説明会で配布する資料に、示された以上の成績が取れている生徒ならば合格を確約するというものである。首都圏の高校の中には大手学習塾で実施された模擬試験の結果で合格確約を行っている高校も存在する。そして学習塾はその模擬試験が実施される前に一部の生徒に受験させていたことが問題となっている。
文部科学省は入学試験に模擬試験の利用を禁じている。東京私立中学高等学校協会は、合格に優遇する基準というのは中学校の内申点に限り、模擬試験は使わないように申し合わせている。だが学習塾の内部資料では内申点が基準に満たない場合でも、模擬試験の成績などをもとに優遇される高校があると明記され、その高校名が列記されている。2015年には大阪の私立高校が入試の1ヶ月前に合格確約を行い、入試で高得点を取っていたのに不合格になっている者がいるとの問題が報道された。
このことに対して下村博文文部科学大臣は、文部科学省としては入試というのは選抜要綱に示す内容に沿って行うべきであり、中学校の成績を重視して入試を行うならば、一般入試との別枠を設け推薦入試などといったそのことを明確に反映した入試を行うこととした。文部科学省としては全国の都道府県の担当者を集めた会議の場で、高等学校では選抜要項における各学校の方針を明確に反映した入試を行い、中学校では生徒や保護者に対して適切な情報提供を行うなど適切な入試を促すとした。